# Legio XIII Gemina
A Legio XIII Gemina (legio tertiadecima gemina, "13. ikerlégió") egy római légió volt, amelyet Caesar alapított. Fennállásának nagy részében Daciában (a mai Gyulafehérváron), majd a balkáni Moesiában védte a birodalom határát. Jelvénye az oroszlán volt (eltérően a többi, Caesar által alapított légiótól, amelyek a bikát használták).

## Története
A 13. légiót Caesar alapította i. e. 57-ben, amikor a gall háborúban megtámadta a belgákat. Az egység részt vett a nerviusok elleni harcokban, Gergovia ostromában és minden valószínűség szerint Alesia i. e. 52-es ostromában is.
A Pompeius Magnus elleni polgárháború kitörésekor Caesar a 13. légióval kelt át a Rubiconon i. e. 49 januárjában (Livius szavaival: ezzel az öt cohorsszal indult az egész világ meghódítására). Itália biztosítása után a katonák egy ideig Apuliában maradtak, de 49/48 telén már Dyrrhachiumban találjuk őket. A pharsalusi diadal után 48 őszén leszerelni visszaküldték őket Itáliába, de 46-ban már ismét ott voltak Caesar africai hadjáratában. Valószínűleg a mundai csatában is harcoltak. Miután Caesar megszilárdította a hatalmát, a légiót feloszlatták és a veteránok az itáliai Spellóban kaptak földet.
I. e. 41-ben ismét megemlítik a 13. légiót, valószínűleg nem új alapítású egység volt, hanem a régi veteránjait hívták vissza. Ezúttal Caesar örököse, Octavianus oldalán álltak, aki ekkor vetett véget Sextus Pompeius szicíliai uralmának, amely már Róma gabonaellátást veszélyeztette. Egy alkalommal a légió katonái megmentették Octavianus életét. 

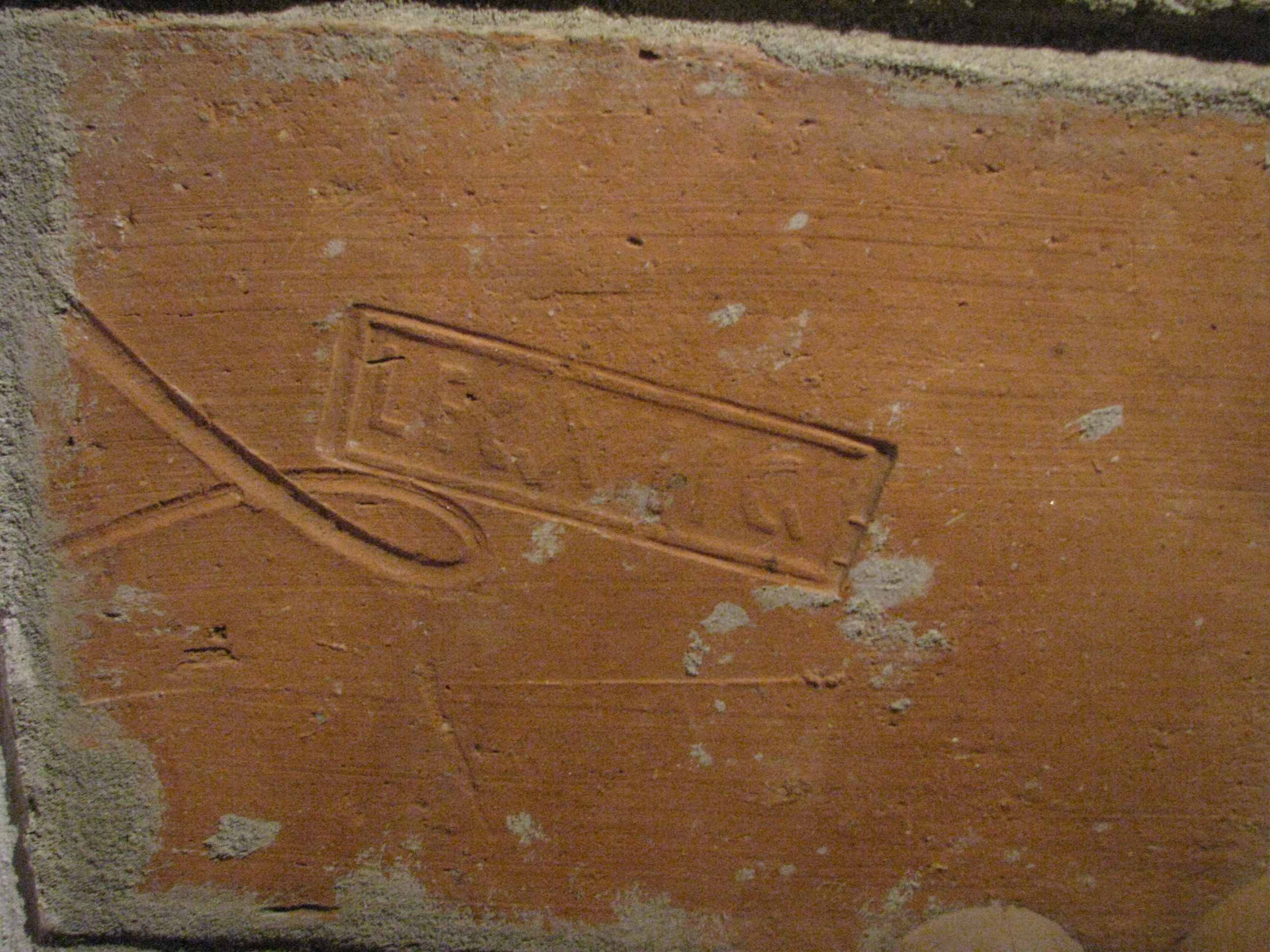
A 13. légió pecsétjével ellátott tégla a Gyulafehérvári Nemzeti Múzeumban

Pompeius vereségét követően Octavianus és triumvirtársa, Marcus Antonius indított polgárháborút, melyet az i. sz. 31-es actiumi csata zárt le Octavianus (aki ezt követően felvette az Augustus nevet) győzelmével. A 13. légió más, felszámolt egységek katonáival töltötték fel, és ahogyan az ilyen esetekben szokás volt, megkapta az "ikerlégió" elnevezést és Illyricum vagy Gallia Transpadana provinviába küldték. I. e. 15 környékén a mai Szlovéniába irányították át, ahol Augustus mostohafia, Tiberius meghódította az alpesi törzseket. Ezt követően is a régióban maradt, Emona (a mai Ljubljana) erődjében szállásolták el. Alegységei igen messzire is elkerülhettek, Germania Inferior provinciában, Nijmegen környékén is találtak rá utaló feliratokat.
I. e. 6-ban Tiberius nagyszabású hadműveletbe kezdett a mai Csehországban élő markomannok ellen, amihez legalább nyolc légiót (VIII Augusta és XIII Gemina Pannoniából, XV Apollinaris és XX Valeria Victrix Illyricumból, XXI Rapax Raetiából, XIV Gemina és XVI Gallica Germania Superiorból és még egy azonosítatlan egység) vezetett saját maga; ugyanakkor nyugat, az Elba felől a I Germanica, V Alaudae, XVII, XVIII and XIX légiók támadtak a germánokra. Ez volt minden idők leggrandiózusabb római katonai akciója, de egy pannoniai lázadás megzavarta végrehajtását. Három évbe telt, míg a rend helyreállt a Balkánon; a 13. légió ebben az akcióban is részt vett.
I. sz. 9-ben a teutoburgi katasztrófában három légió odaveszett és a határvidék erőit átrendezték. A XIII Gemina előbb Augusta Vindelicorumba (Augsburg), eztán egy rövid időre Mogontiacumba (Mainz), majd végül 16 környékén Vindonissába (Windisch), ahol az Itáliába vezető hágókat védte a fosztogató germánok ellen. Veteránjai a mai Tunéziában, Uthinában kaptak földet.
Claudius uralma idején (i. sz. 41-54) a 13. légiót a pannoniai Poetovióba (ma Ptuj Szlovéniában) vezényelték át, hogy vegye át az Al-Dunához küldött Legio VIII Augusta helyét.
A Nero halálát követő 69-es polgárháborúban az egység Otho pártjára állt. Áprilisban az első cremonai csatában a I Adiutrixszal együtt veresége szenvedett a Vitelliushoz hű V Alaudaetől. Vitellius nem büntette meg őket, csak visszaküldte a Dunához, ahol egy új amfiteátrumot építésében segédkeztek. Ezután az új trónkövetelő, Vespasianus pártját fogták és a második cremonai csatában már ők vívták ki a győzelmet. Itáliából Petillius Cerialis a Rajnához vitte őket, ahol a batavusok lázadását kellett leverniük. 

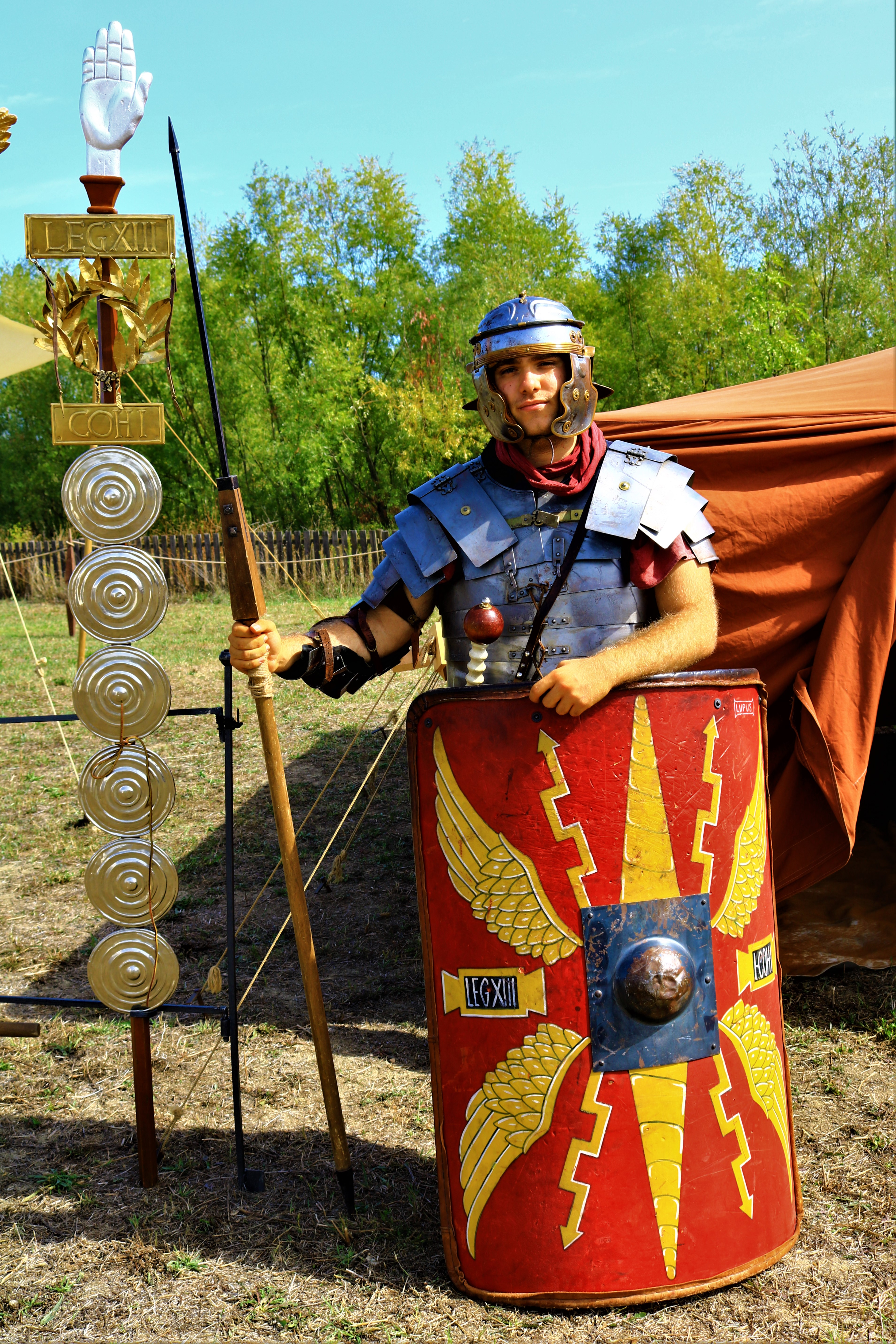
A XIII Gemina legionáriusának beöltözött hagyományőrző

88-ban Domitianus hadvezére, Tettius Iulianus a második tapaei csatában kilenc légiójával (közte a 13. légióval) legyőzte Decebalust, a dákok királyát, de a győzelmet nem tudta kihasználni, mert a következő évben Germania Superior kormányzója, Lucius Antonius Saturninus fellázadt. Szintén 89-ben a XIII Geminát áthelyezték az akkor alapított Vindobona (ma Bécs) erődjébe. 92-93-ban az egység részt vett Domitianus hadjáratában a szvébek és szarmaták ellen.
Miután Traianus két háborúban (101-106 között) legyőzte és annektálta a Dák Királyságot, a XIII Geminát bízta meg az új provincia védelmével. Állomáshelye Apulum (a mai Gyulafehérvár) volt, amelyet a feliratok tanúsága szerint egy rövid időre megoszthatott az I Adiutrixszal; utóbbit 114-ben áthelyezték.
A légió hosszú ideig őrizte a barbárok támadásainak kitett tartományt, egészen annak kiürítéséig a 3. században. Eközben alegységei részt vettek a birodalom egyéb háborúiban is, mint például Traianus 115-ös és Lucius Verus 161-es pártus hadjárataiban; de lehet hogy ott volt Júdeában, Bar Kohba 132-as felkelésének leverésekor is.
Commodus uralmána kezdetén Pescennius Niger és Clodius Albinus (később mindketten trónkövetelők) a V Macedonica (amely az Al-Dunánál védte a limest) és a XIII Gemina élén legyőzték a szarmatákat. A két légió gyakran együttműködött. A Commodustól III. Gordianusig terjedő időszakban a 13. légió parancsnokai összesen 17 oltárt emeltek.
193-ban, a Pertinax császár meggyilkolását követő polgárháborúban a XIII Gemina Lucius Septimius Severus pannóniai kormányzó pártját fogta, aki legyőzte ellenfelét, Didius Iulianust. A XIII Gemina és V Macedonica alegységeit elkísérték Severust Rómába és később sikerrel harcoltak Kis-Ázsiában a trónkövetelő Pescennius Nigerrel szemben. Lehet hogy pártus hasjáratára is elkísérték Severust, amely során elfoglalták és kifosztották a fővárost, Ktésziphónt.
Aurelianus (270-275) védhetetlennek ítélte Daciát és kiürítette a provinciát. A XIII Geminát a Dunától délre létrehozott Dacia Ripensis tartományba, Ratiaria (ma a bulgáriai Arcsar) erődjébe vonták vissza. Itt is maradt legalább az 5. század elejéig, majd eltűnik a forrásokból. Katonái (többnyire a V Macedonica legionáriusaival együtt) harcoltak az alemannok ellen Claudius Gothicus és Aurelianus idején és Diocletianus egyiptomi hadjáratában 295/296-ban. Utóbbi esetben az alegység tartósan Egyiptomban maradt a Nílus-menti Babylon helyőrségeként.